# Wiesław Helak
Wiesław Helak est un auteur, un prosateur ainsi qu'un scénariste et réalisateur de films polonais né le 23 novembre 1948 à Varsovie.

## Biographie
Wiesław Helak est né le 23 novembre 1948 à Varsovie, capitale de la Pologne.
De 1966 à 1967, il étudie l'art dramatique à l'Académie de théâtre Alexandre-Zelwerowicz. En 1972, il est diplômé de la faculté de foresterie de l'Université des sciences de la vie de Varsovie. En 1978, il est diplômé de la faculté de réalisation de l'École nationale de cinéma de Łódź.
En 2017, il reçoit le prix littéraire Józef Mackiewicz pour son roman Nad Zbruczem.
En 2019, il reçoit le prix littéraire et historique Identitas pour ce même roman,,. Dans son éloge, le professeur Maciej Urbanowski (pl) souligne que : « le roman de Wiesław Helak poursuit de manière originale et consciente l'importante tendance frontalière de la prose polonaise. Il nous rappelle le rôle de la noblesse terrienne dans notre identité. C'est une œuvre littérairement excellente et sophistiquée. »,.

## Crédit d'auteurs
- (pl) Cet article est partiellement ou en totalité issu de l’article de Wikipédia en polonais intitulé « Wiesław Helak » (voir la liste des auteurs).